# Chrome Remote Desktop
Chrome Remote Desktop est un outil de logiciel de bureau à distance, développé par Google, qui permet à un utilisateur de contrôler à distance le bureau d'un autre ordinateur via un protocole propriétaire également développé par Google, appelé en interne Chromoting,. Le protocole transmet les événements du clavier et de la souris du client vers le serveur, relayant en sens inverse les mises à jour graphiques de l'écran via un réseau informatique. Cette fonctionnalité comporte donc un composant de serveur pour l'ordinateur hôte et un composant client sur l'ordinateur accédant au serveur distant. Chrome Remote Desktop utilise un protocole unique, contrairement au protocole standard Remote Desktop Protocol développé par Microsoft.

## Logiciel
Le client Chrome Remote Desktop est à l'origine une extension Chrome du Chrome Web Store nécessitant Google Chrome ; cette extension est désormais dépréciée, et un portail web est disponible à l'adresse remotedesktop.google.com. Le navigateur doit prendre en charge WebRTC et d'autres "fonctionnalités modernes de la plateforme web" non précisées. Le logiciel client est également disponible sur Android et iOS.
Si l'ordinateur héberge un accès à distance, comme pour le support à distance ou l'administration système, un paquet serveur est téléchargé. Un navigateur basé sur Chromium prenant en charge les extensions Chromium, comme Google Chrome ou Microsoft Edge, doit être utilisé. Cela est disponible pour Microsoft Windows, macOS, Linux et ChromeOS.
Chrome Remote Desktop permet une connexion permanente pré-autorisée à un ordinateur distant, conçue pour permettre à un utilisateur de se connecter à l'une de ses propres machines à distance. En revanche, l'assistance à distance est conçue pour des connexions temporaires et nécessite une authentification avec un mot de passe PIN généré par l'opérateur humain de l'hôte distant. Cette méthode de connexion bloque périodiquement le contrôle depuis l'ordinateur connecté, exigeant que l'opérateur sur l'hôte clique sur un bouton pour "Continuer le partage" avec le client connecté[réf. nécessaire].
Sous Windows, le logiciel prend en charge le copier-coller entre les deux appareils et la diffusion audio en temps réel, mais ne propose pas d'option pour désactiver le partage et la transmission du flux audio.